# 五號迪普里弗鎮區 (北卡羅萊納州穆爾縣)
五號迪普里弗鎮區（英語：Township 5, Deep River）是位於美國北卡羅萊納州穆爾縣的一個鎮區。

## 地方資料
五號迪普里弗鎮區的面積為110.85平方千米，皆為陸地。根據2020年美國人口普查的數據，當地共有人口503人，而人口密度為每平方千米4.54人。